# Finanskrisen i Ryssland 1998
Finanskrisen i Ryssland 1998 inträffade i mitten av året. Regeringen i Ryssland försökte stärka värdet på den ryska rubeln, men detta misslyckades. Rubelns värde sjönk, och inflationen ökade.

## Återhämtning
År 2000 började Rysslands ekonomi att återhämta sig.

### Fotnoter
1. ↑  ”Ryssland efter Sovjetunionen” (på svenska). SVT. 27 februari 2008. http://www.svt.se/nyheter/ryssland-efter-sovjetunionen-1. Läst 16 juli 2014.
2. ↑  ”Rysslands räddare” (på svenska). Affärsvärlden. 31 oktober 2001. https://www.affarsvarlden.se/artikel/rysslands-raddare-6740405. Läst 7 april 2022.